# Кнобелсдорф (благороднически род)
Кнобелсдорф е името на древен благороден род от средновековното маркграфство Майсен, който вероятно произхожда от село Кнобелсдорф край Заалфелд.
Герб показва синя ивица на червен фон, покрита с три сребристи диагонални ивици. На шлема с червено-синьо-сребристи неметки се намира прибрано крило, обагрено като щита.
Родът се упоменава за първи път с името на Изенхард де Кловелокесдорф като свидетел в документ на Дитрих II (Угнетения), маркграф на Майсен, издаден на 01.04.1203 г. в манастира Алтцела/Носен (недалеч от Цигра-Кнобелсфорф), херцогство Саксония, гроб на благородния рода Ветини между 1190 – 1381 г. Родът е подразделен на няколко дома, като всички от тях водят началото си от края на 13 век в един тогава за първи път документиран първоначален общ герб.
Издигания в благороднически сан:
- Дом Хервигсдорф – Райхс-Фрайхерове, Виена, 27.01.1699 г.
- Дом Бухелсдорф – 1826 г. пруски барони
- Дом Лангмайл – 1837 г. нидерландски барони, 1856 г. пруски барони
- Дом Грюнхьофхен – Егон фон Кнобелсдорф чрез осиновяване (дом Бухелсдорф) от 1972 г. Фрайхер фон Кнобелсдорф

Линията Кнобелсдорф-Бренкенхоф води началото си от кралския пруски подполковник и областен управител Вилхелм фон Кнобелсдорф, зет на Франц Балтазар фон Бренкенхоф, чийто син Леополд Шьонберг фон Бренкенхоф († 1799) е последният мъжки потомък на дома фон Бренкенхоф.
Срещи на целия род са документирани още от годините 1588 г., 1597 г. и 1600 г. Официално сдружение, обединяващо различните домове на рода, съществува от 1872 година до днес.
От 11-и / 12 век свидетелства замък върху могила (вж. Мот и бейли) в бившия окръг Цигра-Кнобелсдорф, днес окръг Валдхайм (Саксония). Произходът на църквата в Кнобелсдорф от първата половина на 12-и вк с романски входен портал (тимпан) и купел за кръщаване (издялан в камък), вероятно води началото си от тогавашните господари фон Кнобелсдорф.
За 13 век са документирани имоти в Белгерн/Елба (Саксония) и в Кнобелсдорф близо до Голдберг (Силезия). Цялото имущество на клонове на рода обхващало над 400 имения, с акцент върху 14 – 19 век в Силезия, Бранденбург, Източна Прусия, Померания, Франкония, Полша, Литва и Беларус.